# La Hoyada (métro de Caracas)
La Hoyada est une station de la ligne 1 du métro de Caracas, inaugurée le 2 janvier 1983 comme terminus est de la ligne avant son prolongement le 27 mars 1983 de six stations jusqu'à la station Chacaíto.